# بارفايت مانداندا
بارفايت مانداندا ( في نيفيرز) (بالفرنسية: Parfait Mandanda)‏ لاعب كرة قدم كونغولي ديمقراطي الجنسية فرنسي المولد يلعب حاليا لصالح نادي الدرجة الأولى بوردو الفرنسي منذ 2001 في مركز حارس مرمى .
لعب مانداندا في أندية كاين (1999-2001) بوفيه بالإعارة (2009) .
شارك مانداندا في أول مباراة دولية مع منتخب جمهورية الكونغو الديمقراطية في 25 مارس 2008 في مواجهة منتخب الغابون .
شقيق بارفايت الأكبر ستيف يلعب حاليا في نادي الدرجة الأولى مرسيليا الفرنسي ويمثل منتخب فرنسا .

## روابط خارجية
- بارفايت مانداندا على موقع الاتحاد الدولي (مؤرشف)  (الإنجليزية)
- بارفايت مانداندا على موقع اتحاد تركيا (لاعب) (الإنجليزية)
- بارفايت مانداندا على موقع قاعدة بيانات كرة القدم.إي يو (الإنجليزية)
- بارفايت مانداندا على موقع ليكيب (الفرنسية)
- بارفايت مانداندا على موقع ناشيونال فوتبول تيمز (الإنجليزية)
- بارفايت مانداندا على موقع Soccerway.com (الإنجليزية)
- بارفايت مانداندا على موقع عالم كرة القدم.نت (الإنجليزية)
- بارفايت مانداندا على موقع كووورة